# أنبوب الأفيون

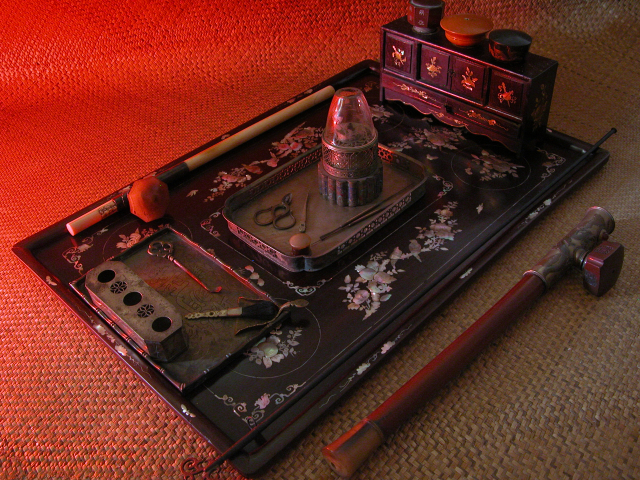
أدوات تبخير الأفيون: غليون أفيون، ومصباح أفيون، وأوعية غليون احتياطية، وأدوات أخرى مرتبة على صينية تخطيط؛ يوجد أنبوب أفيون ثانٍ في مكان قريب.

أنبوب الأفيون Opium pipe هو أنبوب مصمم لتبخير واستنشاق الأفيون. تسمح أنابيب الأفيون الحقيقية أن تتبخر أثناء التسخين فوق مصباح نفط خاص يعرف باسم مصباح الأفيون. يُعتقد أن هذه الطريقة لـ "تدخين" الأفيون بدأت في القرن السابع عشر عندما تم تطوير قناة خاصة تبخر الأفيون بدلاً من حرقه.

## التصميم والمواد
يتكون تكوين أنبوب الأفيون النموذجي من ساق طويلة ووعاء قناة سيراميكي وتجهيز معدني، يُعرف بـ "السرج"، من خلاله يتصل وعاء الأنبوب بساقها. يجب أن يكون وعاء الأنبوب قابلاً للفصل عن الساق بسبب ضرورة إزالة الوعاء وتنظيف جوانبه من رماد الأفيون بعد تدخين عدة أنابيب. عادة ما تكون سيقان أنابيب الأفيون مصنوعة من الخيزران، ولكن تم استخدام مواد أخرى مثل العاج والفضة. كانت أوعية الأنابيب عادة من نوع السيراميك، مثل السيراميك الأزرق والأبيض. في بعض الأحيان، تم نحت أحواض أنابيب الأفيون من مواد أكثر قيمة مثل اليشم.
بسبب تصميمها، كان يتطلب استخدام أنبوب الأفيون وجود مصباح الأفيون لتشغيلها. كان المصباح متخصصًا بنفس القدر الذي كان عليه الحال مع القناة، وتم تصميمه لتوجيه كمية الحرارة المطلوبة نحو وعاء الأنبوب بحيث يمكن للأفيون التبخر ويتيح للمدخن باستنشاق البخار.

## الندرة
نتيجة لحملات القضاء على الأفيون في القرنين التاسع عشر وأوائل القرن العشرين، أصبحت أنابيب الأفيون القديمة نادرة جدًا اليوم.

## حلم الأنابيب
في بداية القرن العشرين كانت تُسمى قنوات الأفيون في كثير من الأحيان "عصي الأحلام". شيء يعتبر "حلم الأنابيب" هو إشارة استعارية إلى أمل أو مخطط غير قابل للتحقيق أو خيالي.

## قراءة المزيد
- Steven Martin, The Art of Opium Antiques (Silkworm Books, 2007). Photograph-driven descriptions of antique Chinese and Vietnamese opium smoking paraphernalia.
- Armero & Rapaport, "The Arts of An Addiction. Qing Dynasty Opium Pipes and Accessories" (Quadrus, HC, DJ, 1995)